# Stereo Love
Singles de Edward Maya featuring Vika Jigulina
This Is My Life
(2010)
Stereo Love est une chanson composée en 2009 par le musicien roumain Edward Maya en duo avec la DJ et chanteuse Vika Jigulina, et sortie en fin d'année 2009. Elle a été une des chansons les plus passées en discothèques dans de nombreux pays à travers le monde et elle a été dans le top des ventes de singles notamment en France et en Allemagne.
La chanson ainsi que le clip vidéo ont tous les deux été intégrés  dans la compilation NRJ Music Awards 2010.

## Controverse sur les droits d'auteur
À l'automne 2009, le compositeur azerbaïdjanais Eldar Mansurov a contacté le Bureau Roumain pour la propriété intellectuelle en indiquant que Stereo Love plagiait sa chanson Bayatilar composée en 1989. Dans le vidéo clip d'Edward Maya, il est dit que le compositeur de Stereo Love est « Anonyme ». Maya a alors confirmé qu'il avait bien utilisé la chanson Bayatilar pour la réalisation de Stereo Love. Il a expliqué qu'il avait été « fasciné » par les partitions d'accordéon de Bayatilar. Il a alors tenté de joindre l'auteur de la chanson mais sans réponse. Le 19 janvier 2010, Edward Maya est allé rencontrer Eldar Mansurov à Bakou où ils ont signé un accord affirmant qu'ils étaient tous les deux coauteurs de Stereo Love,.

## Performances
Selon le SNEP, le 17 octobre 2009, la chanson est entrée 12e dans le classement des singles les plus vendus. Elle est devenue n°1 le 22 novembre 2009 avec plus de 6 142 ventes. Le pic de vente a été enregistré la semaine du 3 janvier 2010 avec 9 763 unités écoulées. La chanson est restée à la première place pendant huit semaines consécutives. En Belgique (Wallonie), la chanson est entrée dans l'Ultratop 40 à la quarantième place le  28 novembre 2009 et a atteint la seconde place 11 semaines plus tard. Aux Pays-Bas, elle est restée deux semaines à la première place, 11 semaines dans le Top 10 et 17 semaines dans le Top 40. En Suisse, le single est entré directement 3e et alla jusqu'à se placer numéro 2 dans la partie alémanique, tandis qu'il est entré directement numéro 1 en Romandie (la partie francophone de la Suisse).
Stereo Love a été visionnée plus de 38 millions de fois sur Youtube en neuf mois.

## Classement de Stereo Love
| Pays                          | Meilleure position, |
| ----------------------------- | ------------------- |
| Allemagne                     | 7                   |
| Autriche                      | 56                  |
| Belgique Flandre              | 7                   |
| Belgique Wallonie             | 2                   |
| Bulgarie                      | 16                  |
| Canada                        | 19                  |
| Espagne                       | 3                   |
| Finlande                      | 1                   |
| France                        | 1                   |
| Italie                        | 5                   |
| Norvège                       | 1                   |
| Pays-Bas                      | 5                   |
| Portugal                      | 1                   |
| Roumanie                      | 1                   |
| Russie                        | 2                   |
| Suède                         | 1                   |
| Suisse                        | 2                   |
| Suisse (Romandie)             | 1                   |
| France Club 40 Diffusion club | 1                   |

### Certifications
| Pays    | Organisme | Certification | Vente  |
| ------- | --------- | ------------- | ------ |
| Norvège | IFPI      | 8 × Platine   | 80 000 |

## Liste des Chansons
- Single digital (France)

1. Stereo Love (Original) – 4:07
2. Stereo Love (Extended Mix) – 5:21
3. Stereo Love (Radio Edit) – 3:04
4. Stereo Love (Acoustic Version) – 4:37
5. Stereo Love (Molella Remix Radio Edit) – 2:52
6. Stereo Love (Molella Remix) – 5:02
7. Stereo Love (DaBo Remix) – 5:03
8. Stereo Love (DaBo Remix Edit) – 3:02

- CD single (France)

1. Stereo Love (Radio Edit) – 3:04
2. Stereo Love (Molella Remix Radio Edit) – 2:52
3. Stereo Love (DaBo Remix Edit) – 3:02
4. Stereo Love (Music Video) – 4:07

## Reprises
- Single de Mia Martina en 2010
- Remix officiel sorti à Porto Rico et la République dominicaine, avec Don Omar
- Version avec Willi Williams baptisée Stereo Flow.
- Reprise en version merengue par Grupo Extra en 2011.